# Kameralismus
Kameralismus ist die deutsche Variante des Merkantilismus, der herrschenden Wirtschaftspolitik im Zeitalter des Absolutismus (16.–18. Jahrhundert). Im Unterschied zum Merkantilismus stand weniger die Förderung des Handels als vielmehr die der Landwirtschaft und des Bevölkerungswachstums im Vordergrund. 

## Inhalte
Der Name „Kameralismus“ leitet sich von den hohen Beamten im „Kammerkollegium“ eines (deutschen) Fürsten ab, den so genannten „Kameralisten“.
Der deutsche Kameralismus unterscheidet sich schon in der Ausgangssituation von dem Merkantilismus anderer europäischer Länder: Das vorrangige Ziel war der Wiederaufbau des durch den Dreißigjährigen Krieg zerstörten Landes. Dafür sollte zunächst die Bevölkerungszahl erhöht werden, z. B. durch Siedlungsgründungen und Anwerbung von ausländischen Spezialisten. 
Danach erfolgte der Ausbau der Infrastruktur und des Gewerbes durch Gründung neuer Manufakturen, teilweise auch direkt durch den Staat. Die direkte Intervention des Staates sowie die untergeordnete Bedeutung eines freien Unternehmertums ist ein wesentliches Merkmal des Kameralismus. Dies liegt in der theoretischen Konzeption der Kameralwissenschaft (Staatswirtschaftslehre) begründet. Demnach liegt der wesentliche Zweck eines Staates darin, durch eine fähige Zentralverwaltung das Wohl aller Bürger zu garantieren. Um dies leisten zu können, bedurfte es gut ausgebildeter Beamter, die Kameral- oder Rechtswissenschaften studiert hatten. Sie sollten, mithilfe  ihrer geschulten Vernunft, klarer Methoden und unter Kenntnis der herrschenden Regeln den Staat, die Wirtschaft, das Rechtssystem und den Alltag der Bürger zweckmäßig organisieren. 
Der vom Kameralismus abgeleitete Begriff Kameralistik ist eine Bezeichnung der öffentlichen Finanzverwaltung. Der Begriff bezieht sich speziell auf die Rechnungsführung, aber auch auf Finanz-, Wirtschafts-, Verwaltungslehre, Rechts- und Polizeiwissenschaft.

## Namhafte Kameralisten

### In kaiserlich-österreichischen Diensten
- Wilhelm von Schröder
- Johann Joachim Becher
- Philip Wilhelm von Hornick
- Johann Heinrich Gottlob von Justi
- Joseph von Sonnenfels
- Franz Joseph Bob
- Josef Ignác Buček

### In sächsischen Diensten
- Veit Ludwig von Seckendorff
- Hans Carl von Carlowitz
- Julius Bernhard von Rohr

### In bayerischen Diensten
- Simon Rottmanner

### Sonstige
- August Friedrich Wilhelm Crome
- Paul Jacob Marperger
- Georg Heinrich Zincken
- Christian Adolf von Seckendorff
- Christian von Eggers
- Johann Friedrich von Pfeiffer